# MT9
MT9 — формат аудиофайла, разработанный корейскими специалистами из Научно-исследовательского института электроники и телекоммуникаций (ETRI) и Audizen. Также имеет название Music 2.0
MT9 позволяет слушателям регулировать громкость для каждого канала — такого как гитара, барабаны, бас и вокал — заглушка или усиление их любимых частей. В дальнейшем ожидается поддержка MT9 сотовыми телефонами.
Формат собиралась обсудить группа MPEG во время 85-й встречи в Ганновере, Германия, в июле 2008, чтобы рассмотреть его как предложение о новом международном стандарте для цифровой звукозаписи. Однако пресс-релиз встречи не упоминает об этом.